# عقد 1060 هـ
عقد 1060 هـ هو الفترة بين عام 1060 إلى 1069 في التقويم الهجري، أي العشر سنوات السابعة من القرن الحادي عشر الهجري.